# Paraboloide

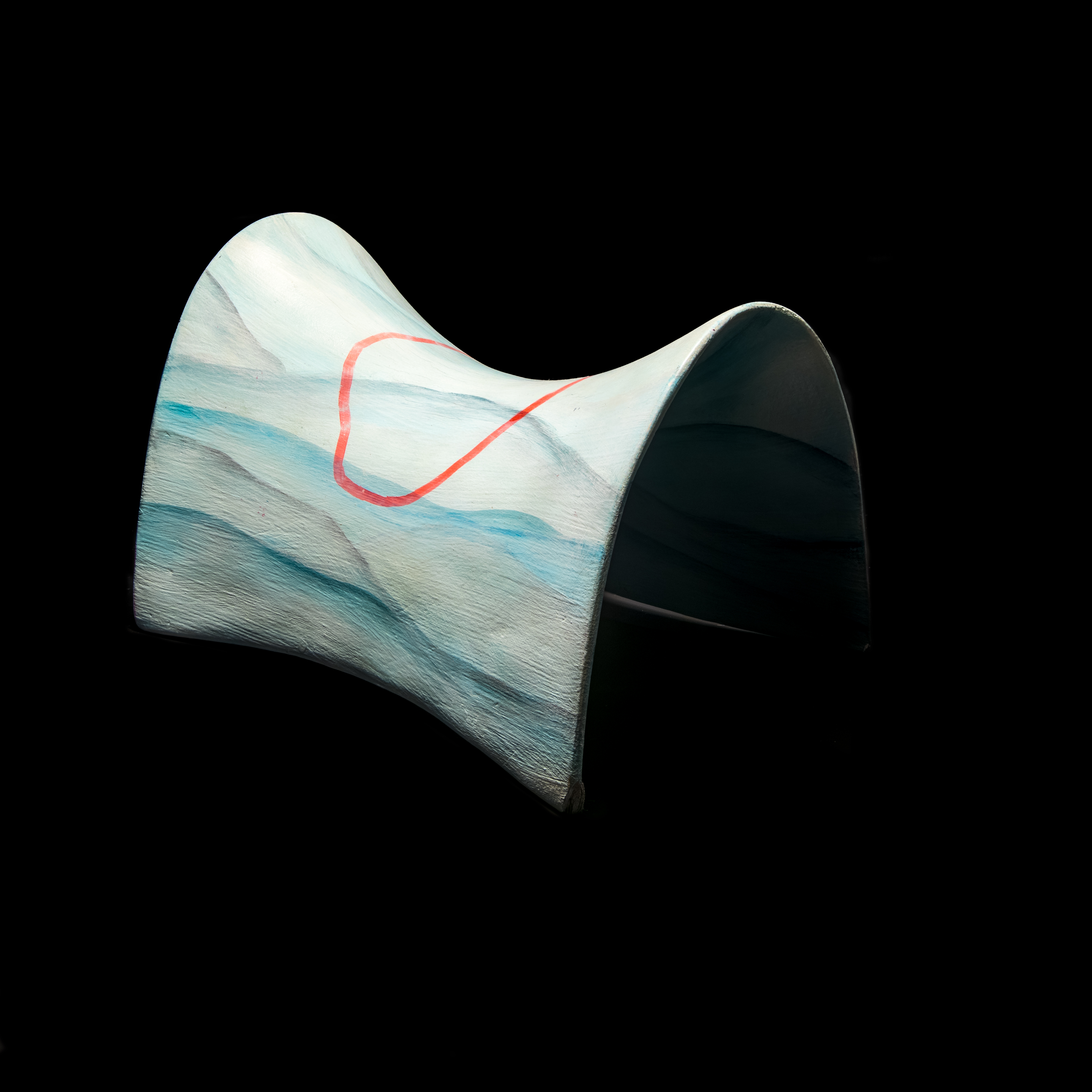
Superficie che illustra un paraboloide iperbolico

In geometria un paraboloide è una quadrica, un tipo di superficie in uno spazio a tre dimensioni, descritta da un'equazione della forma:
{\displaystyle \left({\frac {x}{a}}\right)^{2}+\left({\frac {y}{b}}\right)^{2}={\frac {z}{c}}\ \quad } (paraboloide ellittico)
o della forma
{\displaystyle \left({\frac {x}{a}}\right)^{2}-\left({\frac {y}{b}}\right)^{2}={\frac {z}{c}}\quad } (paraboloide iperbolico).
Dove {\displaystyle a} e {\displaystyle b} rappresentano il grado di curvatura nel piano {\displaystyle xz} e {\displaystyle yz,} mentre  {\displaystyle c} rappresenta la direzione di apertura del paraboloide: verso l'alto per {\displaystyle c>0} (per il paraboloide ellittico) e verso il basso lungo l'asse {\displaystyle x} per {\displaystyle c<0} (per il paraboloide iperbolico).

## Perché "ellittico" e "iperbolico"?
Il motivo di queste denominazioni è subito chiaro osservando le sezioni orizzontali delle due superfici:
- Paraboloide ellittico:

- Paraboloide iperbolico:

È evidente che nel primo caso la sezione è un'ellisse e nel secondo è un'iperbole. Algebricamente, intersecare una superficie con un piano orizzontale equivale a risolvere il sistema tra l'equazione che descrive la superficie e l'equazione {\displaystyle z=z_{0},} dove {\displaystyle z_{0}} è una costante. Se poniamo ad esempio
{\displaystyle z=-{\frac {1}{2}}}
otteniamo:
{\displaystyle \left({\frac {x}{a}}\right)^{2}+\left({\frac {y}{b}}\right)^{2}=1}
che non è altro che l'equazione dell'ellisse. Variando il valore di {\displaystyle z}, ossia variando la posizione del piano orizzontale, si ottengono ellissi di dimensioni diverse.
Nel secondo caso (paraboloide iperbolico), la sezione retta è un'iperbole; infatti, ponendo anche in questo caso
{\displaystyle z=-{\frac {1}{2}}}
abbiamo
{\displaystyle \left({\frac {x}{a}}\right)^{2}-\left({\frac {y}{b}}\right)^{2}=1}
che è proprio l'equazione di un'iperbole.

## Perché "paraboloide"

Paraboloide iperbolico

Il nome della superficie deriva dal fatto che le sue sezioni verticali sono appunto delle parabole.
Quando {\displaystyle a=b,} un paraboloide ellittico viene detto paraboloide di rivoluzione, cioè una superficie ottenuta dalla rotazione di una parabola attorno al suo asse. Questa superficie è anche chiamata paraboloide circolare.
Hanno la forma del paraboloide di rotazione i riflettori parabolici usati come specchi, come antenne piatte e per analoghi dispositivi, come le antenne paraboliche. La ragione di ciò è dovuta al fatto che una sorgente di luce collocata nel punto focale di un paraboloide di rotazione produce un fascio di luce parallelo all'asse della superficie, e viceversa un fascio di luce parallelo che incide su un paraboloide di rotazione nella direzione del suo asse si concentra nel suo punto focale: questi effetti si hanno naturalmente anche per onde elettromagnetiche con frequenze in intervalli diversi dal visibile.
Poiché le sorgenti luminose o elettromagnetiche sono così distanti da potere immaginare che i fasci d'onda siano paralleli, se ne deduce che la forma a paraboloide di rotazione permette di "catturare" una maggior quantità di informazione e farla convergere in un unico punto.